# Университет национальной обороны Народно-освободительной армии Китая
Университет национальной обороны Народно-освободительной армии Китая, Университет национальной обороны НОАК, Академия национальной обороны НОАК (кит. 中国人民解放军国防大学) — высшее военно-учебное заведение в Пекине, КНР, аналог Военной академии Генерального штаба в России.
ВВУЗ образован посредством слияния Военной Академии НОАК, Политической Академии НОАК, Логистической Академии НОАК в 1985 году в соответствии с замыслами Дэн Сяопина по реформированию высшего военного образования.
Китайцы также называют этот ВВУЗ «китайским эквивалентом американского Вест-Пойнта».

## Руководство
В 1985-1992 годах — генерал-лейтенант, с 1988 года генерал-полковник Чжан Чжэнь (одновременно в 1985-1990 годах занимал пост замначальника Генштаба НОАК). 
В 2003-2007 годах — генерал-майор ВВС Ма Сяотянь, занимавший в те же годы пост заместителя командующего ВВС НОАК (ушёл с этих постов на пост замначальника Генштаба НОАК, который занимал в 2007-2012 годах).
С декабря 2014 года по состоянию на осень 2015 года ректором (президентом) данного ВВУЗа является генерал-полковник Чжан Шибо.

## Известные слушатели
В 1997-1998 годах слушателем ВВУЗа был будущий президент Демократической Республики Конго Жозеф Кабила (военачальник в годы Великой африканской войны 1998-2002 годов, действующий президент ДРК по состоянию на 2015 год).